# Orca Ulisses

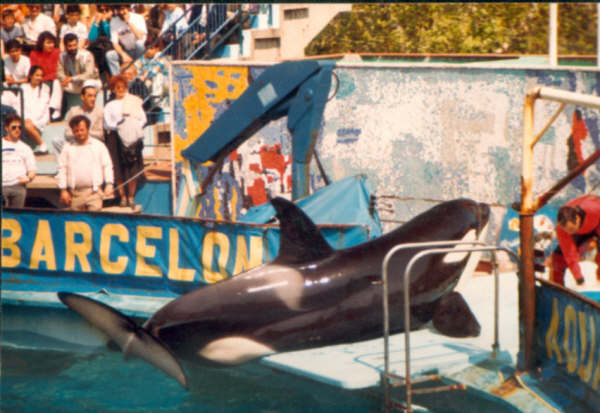
La orca Ulisses en el Aquarama del Zoo de Barcelona

La orca Ulises, o llamada Uli o el Big Dog, es una orca macho que tiene más de 40 años. Durante más de 10 años fue uno de los animales más conocidos y populares del Zoo de Barcelona. Actualmente se encuentra en el Sea World de San Diego (Estados Unidos).

## Biografía
Ulises llegó al Zoo de Barcelona en julio de 1983 procedente del parque Rio Safari (Tarragona) con dos años de edad y rápidamente se convirtió en la estrella del zoológico barcelonés junto con Copito de Nieve. Ulises se encontraba instalada en el Aquarama de Barcelona y allá realizaba espectáculos.
Ulises tenía una relación especial con sus entrenadores, y le salvó la vida a uno de ellos; además también tenía una relación especial con los niños con discapacidades psíquicas.

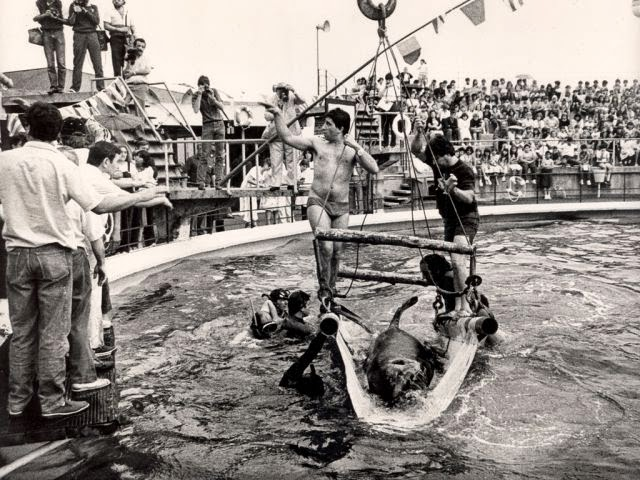
Traslado de la orca Ulises en 1994

Cómo que el recinto marino quedó pequeño por la medida de la orca y tenía la necesidad de relacionarse con individuos de su misma especie, el 9 de febrero de 1994 se trasladó al animal en avión hasta el Sea World de San Diego, donde tendría unas instalaciones cuatro veces más grandes que las de Barcelona y tendría la compañía otras orcas.
El 2009 utilizaron su semen para inseminar una orca hembra que se llama Wikie, que vive a Marineland de Antibes, y el 2011 nació su primera cría, Moanà. El 2014 tuvo una nueva cría que se llama Amaya, con Kalia otra hembra que vive en las mismas instalaciones que él.
Mide un total de 5,94 m de largo y pesa 4200 kg, y debido a su tamaño, come aproximadamente 70 kg al día de pescado, dependiendo de la época del año - pero, también le gusta comer grandes cubos de hielo. Tiene la aleta dorsal caída parcialmente y la cola retorcida. 
El 2015 SeaWorld toma la decisión de suspender sus espectáculos con orcas, una de ellas la orca Ulises, porque la "sociedad está cambiante" y afirma que no ha capturado animales salvajes desde hace cerca de 40 años.

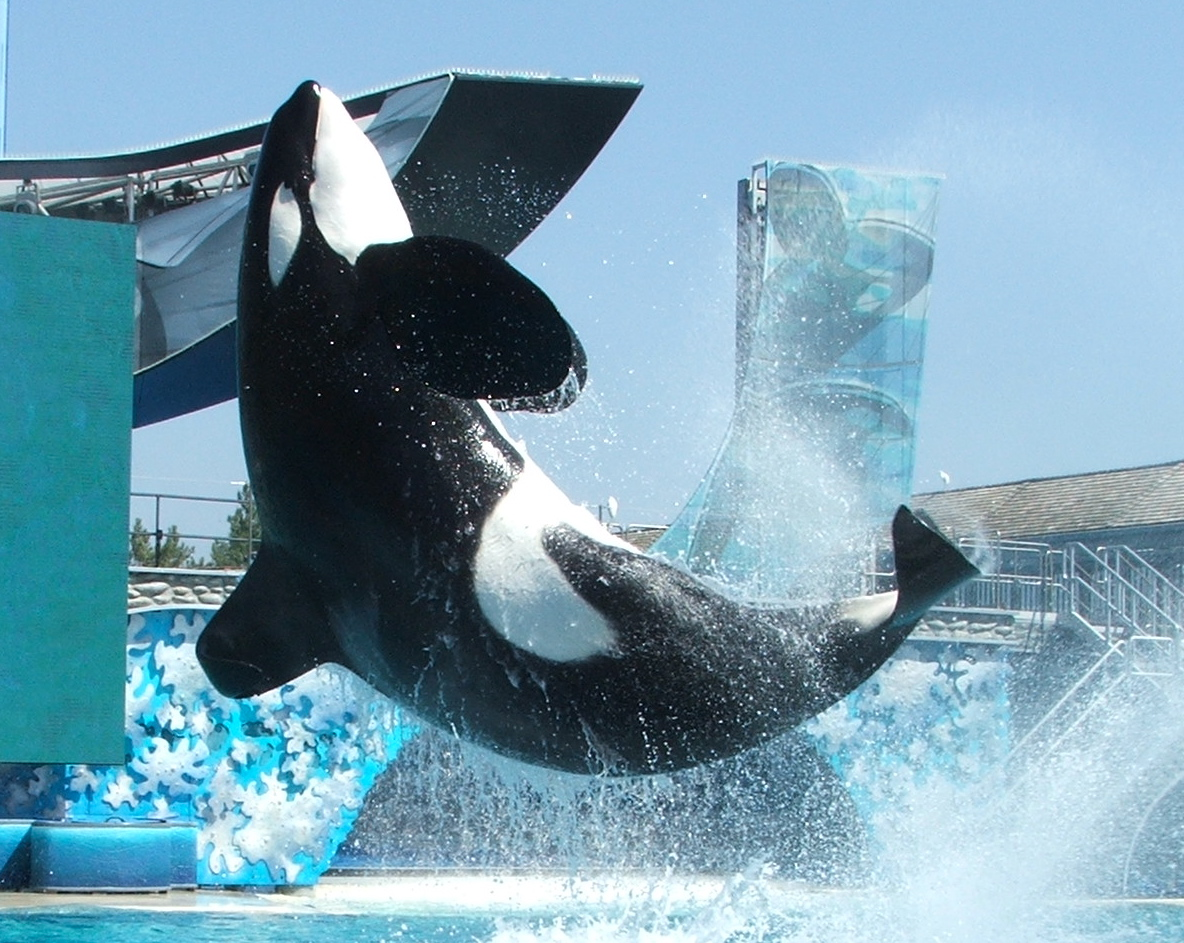
Ulisses al SeaWorld San Diego en 2007